# Тања Балаћ
Тања Балаћ је македонска сликарка, рођена 1968. године у Скопљу.

## Биографија
Тања Балаћ је дипломирала на Факултету ликовних уметности на Одсјеку за сликарство у Скопљу 1991. На истом факултету 2008. године додјељено јој је звање магистра наука. Члан ДЛУМ-а од 1996. године, а у периоду од 2006. до 2013. године обављала је дужност предсједник ДЛУМ-а. Ван земље, студирала је 2003. у Паризу и учествовала на бројним конференцијама и радионицама изван Македоније. Осим сликања, Тања Балак бави се инсталацијама у умјетничким видео пројектима те умјетничким представама. Ради и живи у Скопљу.

## Самосталне изложбе
- 1992
  - Скопље, Културно-иформативни центар (КИЦ),
  - Тетово, Културни центар,
  - Охрид, кафе-галерија „Кафе Мецо форте“
- 1996
  - Скопље, Културно-иформативни центар (КИЦ)
  - Кичево, Културни центар „Кочо Рацин“,
  - Куманово, „Уметничка галерија“
- 1997
  - Скопље, Културно-иформативни центар (КИЦ)
- 1999
  - канцеларија ЈАТ-а у Скопљу, хуманитарна изложба "Деца из Југославије"
- 2002
  - Галерија „Београд“, Зрењанин,
  - Галерија „Духовни центар“, Србија,
  - Уметничка галерија „Љубав од 1000 километара“, Бања Лука, Република Српска
- 2003
  - Музеј Скопља
- 2004
  - Културни центар Нови Сад
  - Париз, француска
- 2005
  - Москва, Русија
- 2006
  - Марибор, Словенија
- 2007
  - Малме, Шведска
- 2008
  - Софија, Бугарска[1]
  - „Мала станица“, Скопље
- 2009
  - Истанбул, Турска
- 2010
  - Приштина, Косово*
- 2012 
  - Охридско лето
  - Галерија „Око“, Скопље
- 2013
  - Љубљана, Словенија
- 2014
  - Венеција, Италија
- 2015
  - Галерија на НЛБ Тутунска банка, Скопље[2]
- 2016
  - Национална галерија Македоније

## Групне изложбе
Тања Балак учествовала је на више од 80 групних изложби у Македонији и иностранству: Француској, САД, Пољској, Бугарској, Србији, Русији, Шведској и др.

## Инсталације
- 2009 — "Куфер пун туге" — Музеј града Скопља;
- 2012 — "Оживљавање, певање имена" — Зимски салон 2012,
- 2013 — "Ко је у публици" — Безистен;;
- 2013 — "Грађани" — видео инсталација;
- 2014 — "Триптих" — Зимски салон 2014, Народна галерија Македоније;
- 2016 — "Приватност ..." — Зимски салон 2016. године, Народна галерија Македоније.

## Награде
Тања Балаћ је освојила неколико награда за свој рад, као што је награда "Жена, симбол и инспирација", Културног центра Кочо Рацин, у Скопљу 1992. године. Потом награда младих умјетника "Константин Мазев" на изложби ЦИЦ-а 1995. Награда "Методије Ивановски Менде" на ЦИЦ-у 1996. Награда "Никола Мартиновски" из 2001. потом награда "Пејзаж", Галерија ДЛУМ из 2003. те награда "Нерешки мајстори" додјељена од стране ДЛУМ-а 2015. године.